# Чорний лицар

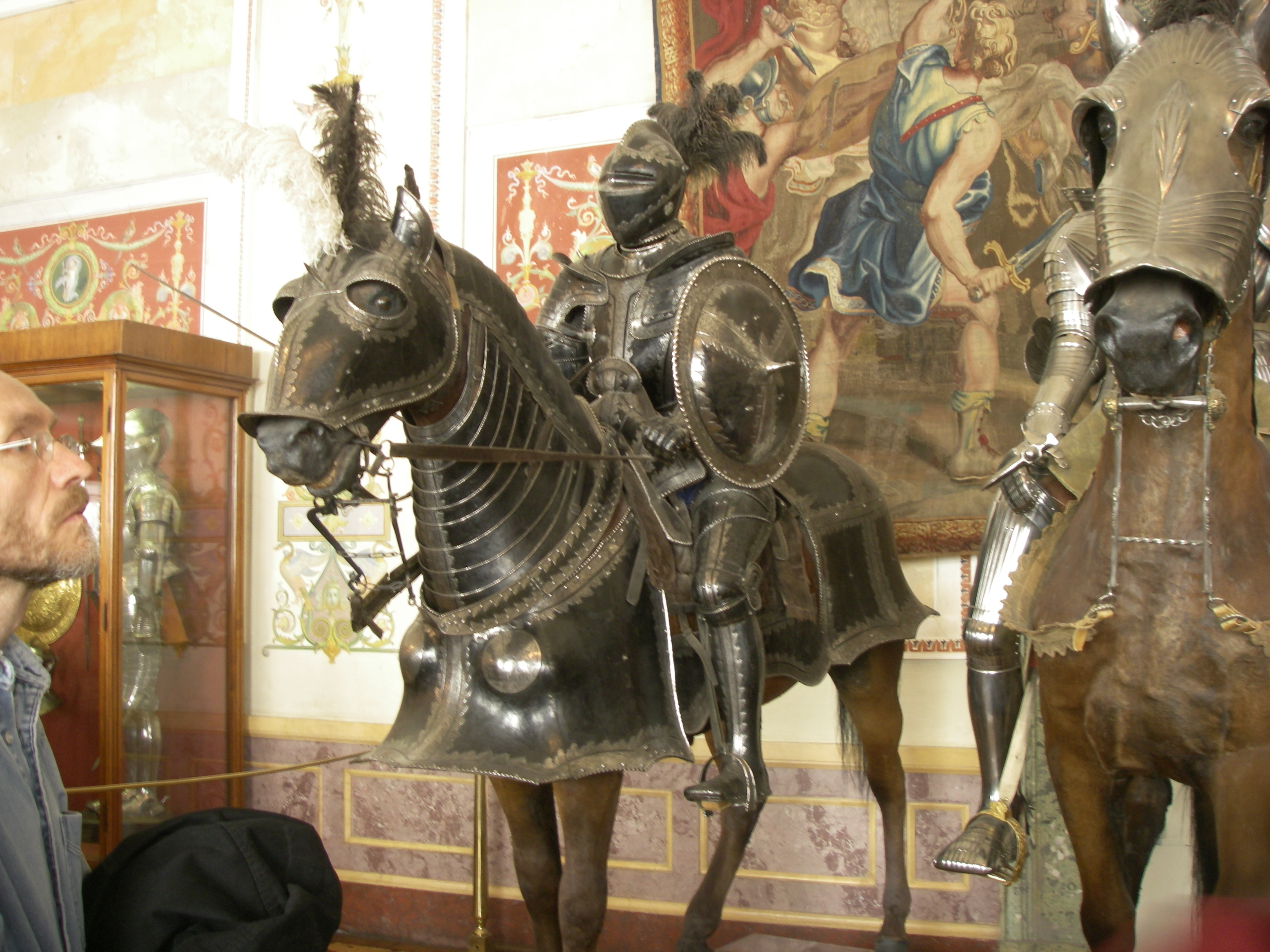
Чорний лицар (Ермітаж, Росія)

Чорний л́́ицар — в середньовіччі лицар, який не має при собі геральдичних розпізнавальних знаків, що могло бути обумовлено або відсутністю в лицаря таких, або бажанням приховати власну особистість чи особистість свого сеньйора.
Оскільки отримання і передача геральдичної символіки була можлива тільки серед нобілітета і суворо регламентувалися правилами спадкування, простий воїн не мав герба і не мав власних кольорів. Такі воїни часто ставали найманцями і, не маючи власного зброєносця або пажа, фарбували обладунки в чорний колір, щоб захистити їх від іржі. Не перебуваючи в васальних відносинах досвідчені і збройні воїни були досить могутньою і непередбачуваною силою, внаслідок чого викликали невдоволення королів. Подібна незалежність сама по собі йшла врозріз з традиціями феодального ладу і не схвалювалося. Своїм негативним забарвленням термін не в останню чергу завдячує цій точці зору.
Термін «чорний лицар» також використовувався стосовно лицаря, який навмисно приховує свої символи.
Причиною приховування власної особистості могло стати участь лицаря в ризикованій політичній інтризі чи діях, що не відповідають його високому соціальному статусу.

## Роль в культурі

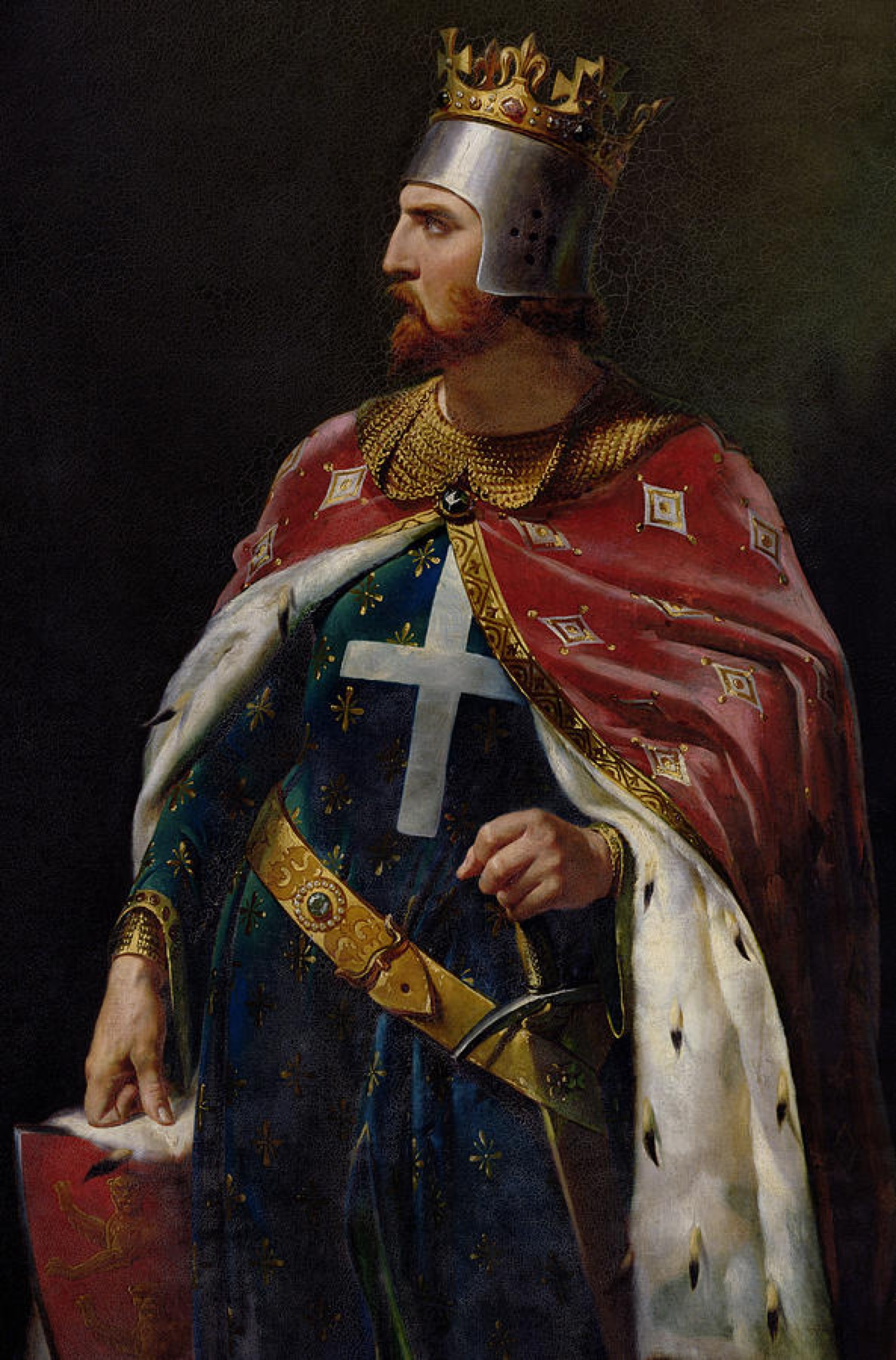
Річарда I «Левине Серце» називали «Чорним лицарем»

Чорний лицар звичайно зображується як лицар-одинак і вмілий боєць. Майже завжди це негативний персонаж.
Уперше чорний лицар з'являється в легенді Артурівського циклу.
У романі Вальтера Скотта «Айвенго» король Річард носить чорні обладунки і на початку згадується як «Чорний нероба» (фр. le Noir Fainéant) .
У фільмі «Монті Пайтон і Священний Грааль» є епізод за участю Чорного лицаря. Це одна з найвідоміших сценок у фільмі.
У британському телесеріалі «Робін Гуд», Чорні лицарі — таємна організація дворян Англії, чия мета — захоплення влади в країні шляхом вбивства короля Річарда. Головою організації є Вейс, шериф Ноттінгемський.
У циклі оповідань Крістофера Сташефа 'Маг Рими "однією з центральних персонажів є Чорний Лицар — спадкоємець імператора Гардішана, який присвятив своє життя поверненню влади законним спадкоємцям престолу та боротьби зі Злом.